# بني سند
قرية بني سند هي إحدى القرى التابعة لمركز منفلوط في محافظة أسيوط في جمهورية مصر العربية. حسب إحصاءات سنة 2006، بلغ إجمالي السكان في بني سند 4839 نسمة، منهم 2543 رجل و2296 امرأة.